# Bauphal
Bauphal è un sottodistretto (upazila) del Bangladesh situato nel distretto di Patuakhali, divisione di Barisal. Si estende su una superficie di 486,91 km² e conta una popolazione di 304.959 abitanti (dato censimento 1991).